# Odisha FC
O Odisha Football Club (Delhi Dynamos Football Club, até 2019) é um clube de futebol da Índia, sediado na cidade de Bhubaneswar (antes era sediado em Nova Delhi), que participa da Indian Super League. A equipe é propriedade da DEN Networks, uma empresa indiana de TV a cabo.

## História
No começo de 2014, foi-se anunciado que Associação Indiana de Futebol, a federação nacional de futebol no país, e a empresa IMG-Reliance estaria aceitando valores para oito ou nove cidades selecionadas para a então nova Superliga Indiana, uma liga de oito clubes com o modelo da Indian Premier League (a liga de críquete nacional). Em 13 de abril de 2014, foi anunciado que a DEN Networks havia vencido o leilão para a compra da franquia de Deli. Além disso, o clube havia feito uma parceria com o clube holandês Feyenoord.

### Novo comando
Após a temporada inaugural de 2014, o clube decidiu mudar drasticamente o comando do clube, substituindo ambas diretoria e comissão técnica. O clube elegeu Prashant Agarwal como presidente, além de contratar o ex-jogador da Seleção Brasileira Roberto Carlos para a posição de jogador-cum-treinador.
O clube foi "às compras" e assinou com o francês Florent Malouda, ex-Chelsea, e com o norueguês John Arne Riise, ex-Liverpool, de um jeito bem diferente dos demais. Os anúncios de suas contratações foram feitos em jogos da Premier League dos seus ex-clubes, sendo o de Malouda na partida entre West Bromwich Albion e Chelsea em 23 de agosto de 2015, com divulgação nos LEDS de anúncio. O de Riise foi durante o jogo entre Arsenal e Liverpool, dois dias depois, com o ídolo dos Reds Ian Rush entregando a camisa do time indiano ao jogador.
Em setembro de 2015, o Dynamos fez sua pré-temporada em Gotemburgo, na Suécia, e jogou três amistosos contra os clubes Varbergs BoIS, BK Häcken e Skene IF, também da Suécia, além do dinamarquês Vestsjælland.

## Títulos
Competições nacionais
- Supercopa da Índia: 2023